# Parnall Pike
Parnall Pike là một loại máy bay trinh sát hai tầng cánh của Anh.

## Tính năng kỹ chiến thuật
Dữ liệu lấy từ Wixey 1990, tr. 163
Đặc tính tổng quát
- Kíp lái: 2/3
- Chiều dài: 35 ft 9 in (10,90 m)
- Sải cánh: 46 ft 0 in (14,02 m)
- Chiều cao: 15 ft 8 in (4,78 m) seaplane
- Diện tích cánh: 663 foot vuông (61,6 m2)
- Trọng lượng rỗng: 4.183 lb (1.897 kg)
- Trọng lượng có tải: 6.350 lb (2.880 kg)
- Động cơ: 1 × Napier Lion V , 450 hp (340 kW)

Hiệu suất bay
- Vận tốc cực đại: 127 mph (204 km/h; 110 kn)

Vũ khí trang bị

- Súng: 1× súng máy Vickers 0.303 in (7,7 mm). 1× súng máy Lewis Mk III 0.303 in (7,7 mm)
- Bom: 4× quả bom 112 lb (51 kg)